# ألينتاون
ألينتاون (بالإنجليزية: Allentown, Pennsylvania)‏ هي مدينة تقع في مقاطعة ليهاي (بنسيلفانيا) بولاية بنسيلفانيا في الولايات المتحدة. تبلغ مساحة هذه المدينة 46.5 (كم²)، وترتفع عن سطح البحر 103 م، بلغ عدد سكانها 118974 نسمة في عام 2010 حسب إحصاء مكتب تعداد الولايات المتحدة.
وكان يقع فيها المقر السابق لشركة شاحنات ماك .

## التركيبة السكانية
حدّد مكتب تعداد الولايات المتحدة بيانات التركيبة السكانية لألينتاون في تعداد الولايات المتحدة. في ما يلي، التركيبة السكانية حسب تعدادي 2000 و2010.

### تعداد عام 2000
بلغ عدد سكان ألينتاون 106,632 نسمة بحسب تعداد عام 2000، وبلغ عدد الأسر 42,032 أسرة وعدد العائلات 25,127 عائلة مقيمة في المدينة. في حين سجلت الكثافة السكانية 2,288.2 نسمة لكل كيلومتر مربع (5,926.4/ميل2). وبلغ عدد الوحدات السكنية 45,960 وحدة بمتوسط كثافة قدره 986.3 لكل كيلومتر مربع (2,554.5/ميل2).
وتوزع التركيب العرقي للمدينة بنسبة 72.55% من البيض و7.85% من الأمريكيين الأفارقة و0.33% من الأمريكيين الأصليين و2.27% من الأمريكيين ذوي الأصول الآسيوية و0.07% من سكان جزر المحيط الهادئ و13.37% من الأعراق الأخرى و3.55% من عرقين مختلطين أو أكثر و24.44% من الهسبانيون أو اللاتينيون من أي عرق.
بلغ عدد الأسر 42,032 أسرة كانت نسبة 32% منها لديها أطفال تحت سن الثامنة عشر تعيش معهم، وبلغت نسبة الأزواج القاطنين مع بعضهم البعض 39.4% من أصل المجموع الكلي للأسر، ونسبة 15.1% من الأسر كان لديها معيلات من الإناث دون وجود شريك، بينما كانت نسبة 5.3% من الأسر لديها معيلون من الذكور دون وجود شريكة وكانت نسبة 40.2% من غير العائلات. تألفت نسبة 33.1% من أصل جميع الأسر من عدة أفراد يعيشون في نفس المنزل ونسبة 12.8% كانت تتألف من شخص يعيش بمفرده يبلغ من العمر 65 عاماً أو أكثر. وبلغ متوسط حجم الأسرة المعيشية 2.42، أما متوسط حجم العائلات فبلغ 3.09.
بلغ العمر الوسطي للسكان 34.5 عاماً. وكانت نسبة 24.7% من القاطنين تحت سن الثامنة عشر، وكانت نسبة 8.8% بين الثامنة عشر والرابعة والعشرين عاماً، ونسبة 28.8% كانت واقعةً في الفئة العمرية ما بين الخامسة والعشرين والرابعة والأربعين عاماً، ونسبة 18.8% كانت ما بين الخامسة والأربعين والرابعة والستين، ونسبة 14.2% كانت ضمن فئة الخامسة والستين عاماً فما فوق. يوجد لكل 100 أنثى 91.9 ذكر، ويوجد لكل 100 أنثى في الثامنة عشر من عمرها فما فوق 87.6 ذكر.
بلغ متوسط دخل الأسرة في المدينة 32,016 دولارًا، أما متوسط دخل العائلة فبلغ 37,356 دولارًا. وكان متوسط دخل الذكور 30,426 دولارًا مقابل 23,882 دولارًا للإناث. وسجل دخل الفرد الخاص بالمدينة 16,282 دولارًا. وكانت نسبة 14.6% من العائلات ونسبة 18.5% من السكان تحت خط الفقر، وكان من هؤلاء نسبة 29.9% تحت سن الثامنة عشر ونسبة 10.3% في الخامسة والستين من العمر وما فوق.

### تعداد عام 2010
بلغ عدد سكان ألينتاون 118,032 نسمة بحسب تعداد عام 2010، وبلغ عدد الأسر 42,804 أسرة وعدد العائلات 26,683 عائلة مقيمة في المدينة. في حين سجلت الكثافة السكانية 2,532.9 نسمة لكل كيلومتر مربع (6,560.2/ميل2). وبلغ عدد الوحدات السكنية 46,921 وحدة بمتوسط كثافة قدره 1,006.9 لكل كيلومتر مربع (2,607.9/ميل2).
وتوزع التركيب العرقي للمدينة بنسبة 58.51% من البيض و12.55% من الأمريكيين الأفارقة و0.76% من الأمريكيين الأصليين و2.15% من الأمريكيين ذوي الأصول الآسيوية و0.05% من سكان جزر المحيط الهادئ و20.97% من الأعراق الأخرى و5.01% من عرقين مختلطين أو أكثر و42.75% من الهسبانيون أو اللاتينيون من أي عرق.
بلغ عدد الأسر 42,804 أسرة كانت نسبة 35.5% منها لديها أطفال تحت سن الثامنة عشر تعيش معهم، وبلغت نسبة الأزواج القاطنين مع بعضهم البعض 35% من أصل المجموع الكلي للأسر، ونسبة 20.6% من الأسر كان لديها معيلات من الإناث دون وجود شريك، بينما كانت نسبة 6.7% من الأسر لديها معيلون من الذكور دون وجود شريكة وكانت نسبة 37.7% من غير العائلات. تألفت نسبة 29.9% من أصل جميع الأسر من عدة أفراد يعيشون في نفس المنزل ونسبة 10.6% كانت تتألف من شخص يعيش بمفرده يبلغ من العمر 65 عاماً أو أكثر. وبلغ متوسط حجم الأسرة المعيشية 2.64، أما متوسط حجم العائلات فبلغ 3.29.
بلغ العمر الوسطي للسكان 32.7 عاماً. وكانت نسبة 26.2% من القاطنين تحت سن الثامنة عشر، وكانت نسبة 12.3% بين الثامنة عشر والرابعة والعشرين عاماً، ونسبة 26.9% كانت واقعةً في الفئة العمرية ما بين الخامسة والعشرين والرابعة والأربعين عاماً، ونسبة 22.7% كانت ما بين الخامسة والأربعين والرابعة والستين، ونسبة 11.9% كانت ضمن فئة الخامسة والستين عاماً فما فوق. وتوزع التركيب الجنسي للسكان بنسبة 48.2% ذكور و51.8% إناث.

## توأمة
لألينتاون اتفاقيات توأمة مع:
- طبريا

## أعلام
- سارة كنوس
- جاستن ويلسون
- دان ديهان
- ليل بيب
- أماندا سيفريد
- جوني تومسون
- دانا سنايدر
- ميكايلا كونلين
- داريل دوكنز
- بول شميت

## وصلات خارجية
- http://www.allentownpa.gov/
- The US50 - Cities and Towns in Pennsylvania State

قالب:مدن بنسيلفانيا